# Carașova
Carașova (en croate : Karaševo) est une commune de Roumanie, située dans le județ de Caraș-Severin.

## Démographie
Lors du recensement de 2011, 76,52 % de la population se déclarent croates, 7,9 % roumains et 5,53 % roms (2,12 % ne déclarent pas d'appartenance ethnique et 7,9 % déclarent appartenir à une autre ethnie).

## Politique
| Parti | Parti                               | Sièges |
| ----- | ----------------------------------- | ------ |
|       | Parti social-démocrate (PSD)        | 4      |
|       | Parti national libéral (PNL)        | 4      |
|       | Parti Mouvement populaire (PMP)     | 2      |
|       | Union des Croates de Roumanie (UCR) | 1      |